# You and I (álbum)
You an I es un álbum compilatorio, perteneciente al cantautor estadounidense Jeff Buckley; con canciones inéditas del artista grabadas en febrero de 1993, bajo el sello de Columbia Records. Contiene en su mayoría, covers de otros artistas como Bob Dylan, Led Zeppelin, The Smiths, etc.

## Composición
Las sesiones para el álbum, se llevaron a cabo en febrero de 1993 y fueron diseñados para producir lo que el representante de la A&R Steve Berkowitz denominó "Tabla de Contenidos " para el cantante.
El lanzamiento en 2016 del álbum, marca la primera vez de la sesión grabación se han puesto a disposición del público. Según su madre , Buckley estaba inseguro acerca de las sesiones , lo que lleva a hacer varias llamadas a ella durante la mitad de la noche sobre su temor de ser despedido.
Además de varias canciones tributos, el álbum también cuenta con dos composiciones originales Buckley ; una demostración temprana de su único disco de estudio Grace (1994). Este material fue producido por Steve Addabbo.

## Lista de canciones
| N.º   | Título                                 | Escritor(es)    | Artistas originales               | Duración |  |
| 1.    | «Just Like a Woman»                    | Bob Dylan       | Dylan                             | 06:28    |  |
| 2.    | «Everyday People»                      | Sly Stone       | Sly and the Family Stone          | 04:32    |  |
| 3.    | «Don't Let the Sun Catch You Cryin'»   | Joe Greene      | Louis Jordan and His Tympany Five | 04:02    |  |
| 4.    | «Grace» (Primera grabación de estudio) | Jeff Buckley    | Buckley                           | 06:11    |  |
| 5.    | «Calling You»                          | Bob Telson      | Jevetta Steele                    | 04:59    |  |
| 6.    | «Dream of You and I»                   | Jeff Buckley    | Buckley                           | 04:30    |  |
| 7.    | «The Boy with the Thorn in His Side»   | Johnny Marr     | The Smiths                        | 03:34    |  |
| 8.    | «Poor Boy Long Way from Home»          | Traditional     | Bukka White                       | 06:02    |  |
| 9.    | «Night Flight»                         | John Paul Jones | Led Zeppelin                      | 04:54    |  |
| 10.   | «I Know It's Over»                     | Johnny Marr     | The Smiths                        | 07:02    |  |
| 52:14 |                                        |                 |                                   |          |  |

## Lista de posiciones
| Chart (2016)                      | Posición |
| --------------------------------- | -------- |
| Australia (ARIA)                  | 2        |
| Austria (Ö3 Austria)              | 43       |
| Bélgica (Ultratop flamenca)       | 16       |
| Bélgica (Ultratop valona)         | 23       |
| Países Bajos (Album Top 100)      | 12       |
| Francia (SNEP)                    | 17       |
| Alemania (Media Control Charts)   | 85       |
| Irlanda (IRMA)                    | 22       |
| Italia (FIMI)                     | 12       |
| Nueva Zelanda (Recorded Music NZ) | 15       |
| Portugal (AFP)                    | 8        |
| Suiza (Schweizer Hitparade)       | 38       |
| Reino Unido (UK Albums Chart)     | 16       |
| Estados Unidos (Billboard 200)    | 58       |